# Stanislav Klobása
Stanislav Klobása (Brandýs nad Labem-Stará Boleslav, 7 marzo 1994) è un calciatore ceco, attaccante del Neratovice-Byskovice.

## Palmarès

### Club

#### Competizioni nazionali
- Coppa della Repubblica Ceca: 1

Mlada Boleslav: 2015-2016

### Individuale
- Capocannoniere della Fotbalová národní liga: 1

2019-2020 (19 reti)